# A32 (motorväg, Italien)
A32 är en motorväg i Italien som går mellan Turin och Bardonecchia.